# Klemen Lorbek
Klemen Lorbek (Lubiana, 26 giugno 1988) è un ex cestista sloveno.
È il fratello minore di Erazem e Domen Lorbek.